# Felipe Kast
Felipe José Kast Sommerhoff (Santiago, 9 de junio de 1977) es un economista, investigador, consultor y político chileno, miembro fundador del partido Evolución Política (Evópoli), del cual fue su segundo presidente entre 2015 y 2016. Se ha desempeñado como ministro de Planificación entre 2010 y 2011, candidato presidencial en las elecciones primarias de 2017 y diputado de la República en representación del antiguo distrito n° 22 de Santiago entre 2014 y 2018. Desde marzo de 2018, ejerce como senador por la Circunscripción 11, Región de la Araucanía por el período legislativo 2018-2026.
En su calidad de independiente de derecha, participó activamente en el primer gobierno del presidente Sebastián Piñera, primero como ministro de Estado y luego como delegado presidencial para los campamentos y aldeas de emergencia que ocupaban los damnificados del terremoto de febrero de 2010.

## Biografía

### Familia
Nació en Santiago el 9 de junio de 1977, siendo el tercero de los cinco hijos de Cecilia Sommerhoff Hyde y del fallecido economista chileno Miguel Kast Rist (1948-1983), quien se desempeñó como ministro director de Odeplan (1978-1980), ministro del Trabajo y Previsión Social (1980-1982), y como presidente del Banco Central de Chile (1982) durante la dictadura militar del general Augusto Pinochet. Es sobrino del también político José Antonio Kast Rist y entre sus hermanos figura el exdiputado Pablo Kast.
Siendo adolescente fue adoptado como hijo por el ingeniero Javier Etcheberry, quien participó activamente en los gobiernos de la Concertación (destacando como ministro de Estado y como presidente del directorio de BancoEstado), quien está casado con su madre, Cecilia Sommerhoff Hyde, desde 1991.
Contrajo matrimonio con la cubana Emelia Puga Bermúdez, con quien estuvo casado 18 años y con quien tiene cuatro hijos.

### Estudios
Realizó sus estudios primarios y secundarios en el Colegio del Verbo Divino de Santiago, donde fue presidente del centro de alumnos. Tras egresar en 1995, continuó los superiores ingresando a la carrera de ingeniería comercial en la Pontificia Universidad Católica (PUC). En 1999, viajó de intercambio La Habana (Cuba), en cuya universidad estudió economía marxista y sociología. Retornó a Chile en 2000 para terminar y egresar de la carrera de ingeniería comercial. Posteriormente, realizó un magíster en economía con mención en políticas públicas en esa misma casa de estudios. En esta entidad se acercó al gremialismo y a la corriente católica de Schoenstatt, a la cual pertenece como sacerdote su hermano mayor, Miguel.
De la misma manera, en 2004 viajó a Estados Unidos para cursar un doctorado en políticas públicas en la Universidad de Harvard.

## Vida profesional
Comenzó su vida laboral en la Dirección de Pastoral y Cultura Cristiana de su casa de estudios. Más tarde participó en un proyecto a través del cual la universidad entregaba servicios de salud primaria en comunas de bajos recursos, denominado Ancora.
Por su trabajo académico obtuvo la beca Inequality and Social Policy Multidisciplinary Program de la Universidad de Harvard. Vivió en Estados Unidos hasta 2009 donde fue contratado como consultor en políticas sociales para el Banco Mundial y en el Centro para el Desarrollo Internacional de dicha universidad. Por otro lado, formó parte del Grupo de Estudios para la Superación de la Pobreza (Poverty Action Lab), desarrollado por el Massachusetts Institute of Technology y la Universidad Católica de Chile.
En agosto de 2009, se incorporó al Instituto Libertad y Desarrollo (LyD) como investigador y director del Área Social, y en donde era muy cercano a Cristián Larroulet, quien es señalado como su mentor. También había enseñado economía en la PUC. En esa institución creó el Centro de Ideas Públicas, encargado de realizar seminarios y comisiones de trabajo en temas sociales.

## Carrera política

### 2010-2014: Ministro y colaborador de Piñera

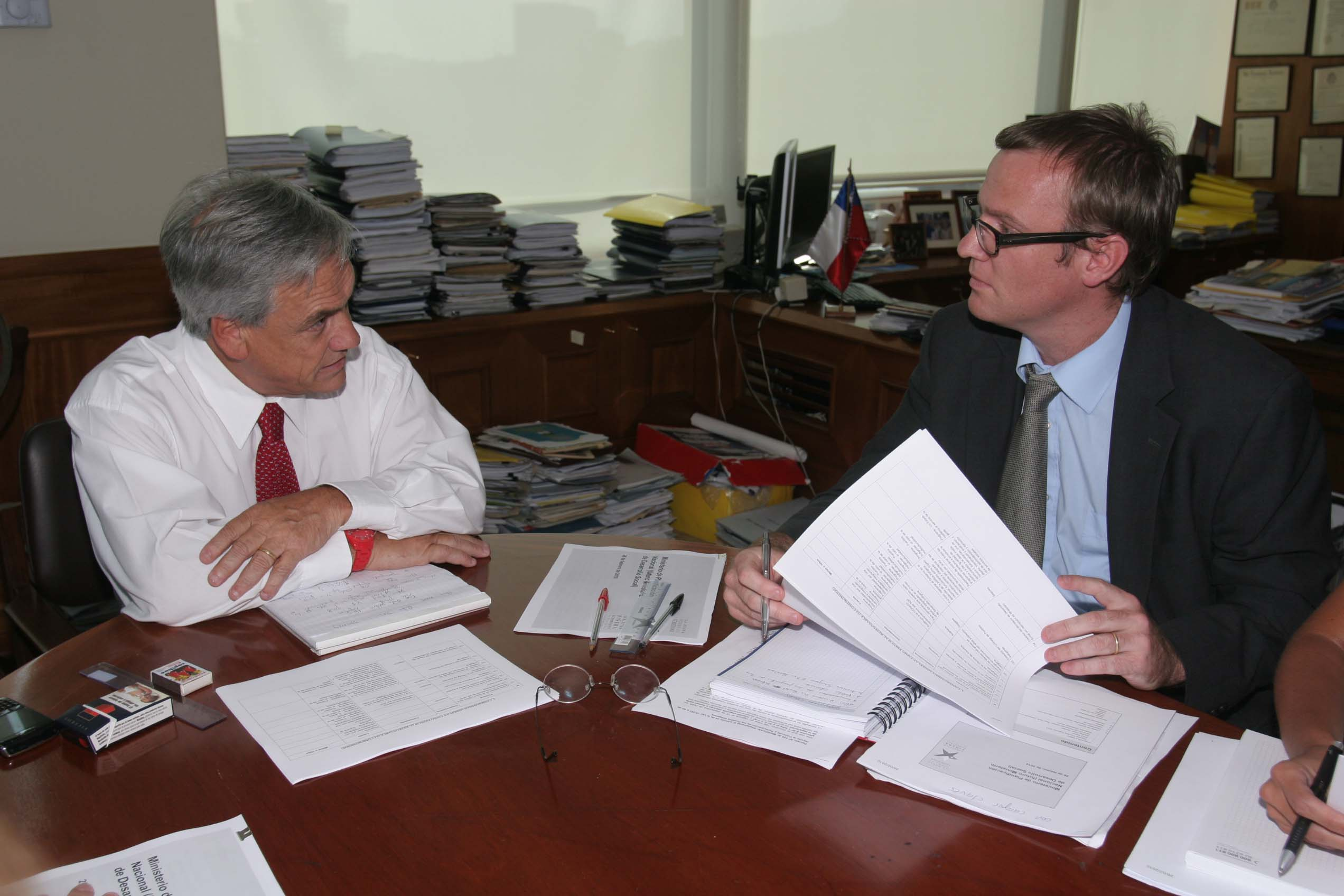
Kast (a la derecha) al ser designado ministro de Planificación de Sebastián Piñera en 2010.

En 2009, participó activamente en la campaña presidencial del candidato Sebastián Piñera para la elección presidencial de ese año. Luego de que Piñera resultara ganador de dicha elección, se incorporó inmediatamente al gobierno desde comienzos de marzo de 2010, al ser designado como coordinador general del programa de reconstrucción nacional Levantemos Chile luego del violento terremoto y maremoto que asoló las zonas centro y sur del país en enero de ese año.
Luego, asumió oficialmente como ministro de Planificación el 11 de marzo de 2010, siendo el miembro más joven del nuevo gabinete. En ese puesto, durante el Encuentro Nacional de la Empresa (Enade), ideó una performance en donde apareció un mendigo gritando a viva voz, el cual debió ser sacado por la seguridad del evento. Ante esto, indicó que esto trataba de intervención, y que el mendigo era en realidad el actor Cristián Espejo, y que la perfomance era realizada para llamar la atención sobre la pobreza. Dejó el cargo ministerial en julio de 2011.
El 4 de agosto de 2011, fue designado como delegado presidencial para los campamentos y aldeas de emergencia que se formaron en el país a partir del terremoto y maremoto de 2010, cargo en donde tenía como principal encargo erradicar dichos asentamientos para 2012, para lo cual coordinaba su trabajo con su sucesor en la cartera, Joaquín Lavín, y el Ministerio de Vivienda y Urbanismo.
A fines de 2012 renunció a la delegación para conformar Evolución Política, un nuevo movimiento político de centro derecha que en 2015 se transformó en partido político.

### 2014-2018: Diputado y precandidato presidencial

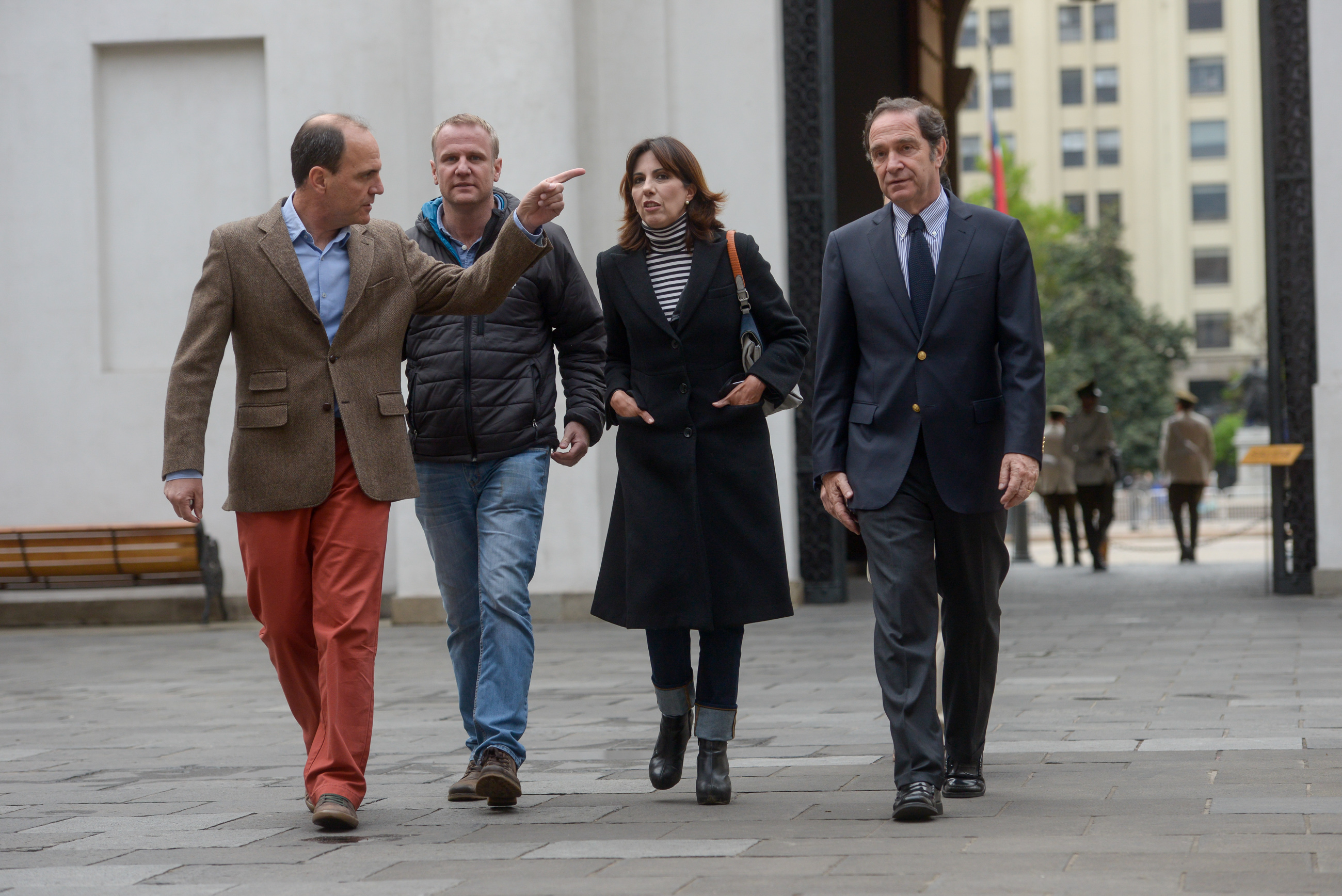
Kast (segundo de izquierda a derecha) asistiendo a una reunión en La Moneda como presidente de Evópoli en 2016.

En las elecciones parlamentarias de 2013, fue elegido como diputado en representación del distrito 22 de Santiago, por el periodo legislativo 2014-2018. Obtuvo el 19,54% de los votos. Durante su gestión integró las Comisiones Permanentes de Economía, Fomento; Micro, Pequeña y Mediana Empresa; Protección de los Consumidores y Turismo; Derechos Humanos y Pueblos Originarios, y Educación. Además formó parte de la Comisión Investigadora sobre compras de tierras para personas y comunidades indígenas. En el transcurso de la campaña diputacional, se vio involucrado en el caso Penta, al existir un correo a su nombre en donde le pedía financiamiento a Carlos Eugenio Lavín, el cual fue rechazado. Tras ser consultado, indicó que pidió financiamiento de manera regular y a una persona en particular, siendo su solicitud rechazada.
El 21 de marzo de 2015, fue elegido como presidente de su colectividad.
Para la elección presidencial de 2017, se postuló para las primarias convocadas por la coalición Chile Vamos a fin de elegir al candidato que representaría al conglomerado político. En esa instancia, disputó bajo el apoyo de su partido Evópoli, y tuvo que hacer frente al independiente Manuel José Ossandón y al expresidente Sebastián Piñera, que contaba con el apoyo de la UDI, RN y del PRI.
Por lo general, realizó su campaña mediante charlas en varias universidades del país y en lugares públicos. Sin embargo, en las elecciones primarias terminó en tercer lugar, con un 15,40% de los votos, mientras que Sebastián Piñera logró la nominación presidencial con un 58,36% de los votos, convirtiéndose así en el candidato presidencial de Chile Vamos.

### 2018-presente: Senador por la Región de La Araucanía
En las elecciones parlamentarias de noviembre de 2017, Felipe Kast Sommerhoff fue elegido senador por la 11° Circunscripción, correspondiente a la Región de La Araucanía, representando al partido Evolución Política (Evópoli) dentro del pacto Chile Vamos. Obtuvo la primera mayoría con 63.601 votos (18,8%), resultado que permitió además la elección de su compañera de partido Carmen Gloria Aravena. Asumió el cargo el 11 de marzo de 2018, por el periodo legislativo 2018-2026.
Durante su trabajo parlamentario ha presidido:
- La Comisión de Seguridad Pública en los periodos 2020-2021 y 2023-2024.
- La Comisión de Hacienda en 2022 y 2024.
- La Comisión Especial Mixta de Presupuestos en 2024.

Ha integrado además:
- La Comisión Permanente de Intereses Marítimos, Pesca y Acuicultura en 2018.
- La Comisión Permanente de Derechos Humanos, Nacionalidad y Ciudadanía en 2021.
- Las comisiones de Hacienda; Vivienda y Urbanismo; y Salud desde 2022.
- Las comisiones de Gobierno, Descentralización y Regionalización; y Desafíos del Futuro, Ciencia, Tecnología e Innovación en 2023.[3]

### Actividad política complementaria
El 5 de mayo de 2018 fue electo vicepresidente de Evolución Política (Evópoli), ejerciendo el cargo hasta agosto de 2020.
El 16 de enero de 2021 anunció públicamente su decisión de no competir en las primarias presidenciales de Chile Vamos.
Actualmente, es el primer vicepresidente de Evópoli en la directiva nacional encabezada por Juan Manuel Santa Cruz como presidente y Macarena Cornejo como secretaria general (periodo 2025-2027).

## Controversias

### Conflicto de interés
Kast, quien cuenta con intereses económicos en la industria forestal, ha sido acusado de tener conflictos de interés en dicha materia, al tener acciones en dos empresas del rubro, habiendo promovido la dictación de leyes que tipifiquen como delito el robo de madera y entregar mayor protección a las empresas forestales, lo cual fue criticado por el también senador de la región, Francisco Huenchumilla. Además, durante su campaña senatorial, recibió aportes económicos de diferentes empresas forestales.
Además, fue sindicado como miembro del directorio de la Fundación Kiri, que trato de buscar financiamiento a través de la Gobierno Regional de La Araucanía, liderado por Luciano Rivas, político independiente apoyado por Evópoli, no logrando pronunciamiento favorable.

### Fake News
Desde sus redes sociales o intervenciones en medios de comunicación, Kast ha sido visto promoviendo diferentes Fake news.
El 16 de noviembre de 2018, dentro del contexto del asesinato de Camilo Catrillanca, aseguró haber visto en un video el resultado de un intercambio de disparos entre Fuerzas Especiales de Carabineros y el comunero, en una entrevista radial con Fernando Paulsen, hecho que fue desmentido al día siguiente. Ante las recriminaciones, Kast pidió disculpas a quienes se vieron afectados por su mentira, además que debió prestar declaración como testigo en la causa penal que intenta determinar cómo ocurrieron los hechos de ese día. En 2022, indicó que el vídeo del supuesto enfrentamiento se lo había entregado Luis Mayol, quien en ese entonces ejercía como Intendente de la región de La Araucanía.
El 17 de mayo de 2022, mediante sus redes sociales, Kast compartió un video en el cual se apreciaba al Presidente de Venezuela Nicolás Maduro apoyar al borrador de la Nueva Constitución de Chile, con las palabras "Apareció el jefe de campaña del Apruebo", video que resultó ser del año 2020, en donde Maduro se refería a los hechos del Estallido social. Tras ser acusado de promover noticias falsas, Kast pidió las disculpas del caso, además de borrar la publicación. Tras la publicación, el senador por Coquimbo y miembro del Partido Comunista Daniel Núñez informó que llevará a Kast a la Comisión de Ética del Senado, bautizándolo como El rey de las fake news.
El 21 de junio de 2022 nuevamente fue acusado de promover fake News, mediante una propaganda radial pagada en la Región de La Araucanía en la cual Kast asegura que el borrador de la nueva Constitución “permite el aborto hasta los nueve meses de embarazo", siendo que la palabra aborto no aparece en ningún pasaje del borrador de la Constitución. Ante las críticas, Kast insistió en la veracidad del hecho, indicando que no era ninguna caricatura. A través de un fact checking, se determinó que Kast promovió al menos 6 noticias falsas referidas al proceso constituyente.
El 6 de julio, nuevamente compartió una noticia falsa sobre el borrador de la Constitución, luego de que en el matinal Tu día de Canal 13 una dirigente social habría leído el artículo 210 del proyecto de borrador, el cual no correspondía a la propuesta de Constitución. A pesar, de esto, Kast replicó el video mediante su cuenta de Twitter, lo que le trajo respuestas de Daniel Matamala y el exconstituyente Fernando Atria, quienes le indicaron que lo señalado por el video era falso.

## Historial electoral

### Elecciones parlamentarias de 2013
- Elecciones parlamentarias de 2013, candidato a diputado por el distrito 22, Santiago[18]

### Primarias presidenciales de Chile Vamos de 2017
- Elecciones primarias presidenciales de Chile Vamos, para nominar al candidato presidencial de Chile Vamos.[43]

### Elecciones parlamentarias de 2017
- Elecciones parlamentarias de 2017, candidato a senador por la Circunscripción 11, Región de la Araucanía (Angol, Carahue, Cholchol, Collipulli, Cunco, Curacautín, Curarrehue, Ercilla, Freire, Galvarino, Gorbea, Lautaro, Loncoche, Lonquimay, Los Sauces, Lumaco, Melipeuco, Nueva Imperial, Padre Las Casas, Perquenco, Pitrufquén, Pucón, Purén, Renaico, Saavedra, Temuco, Teodoro Schmidt, Toltén, Traiguén, Victoria, Vilcún)[44]